# Andrzej Błasik

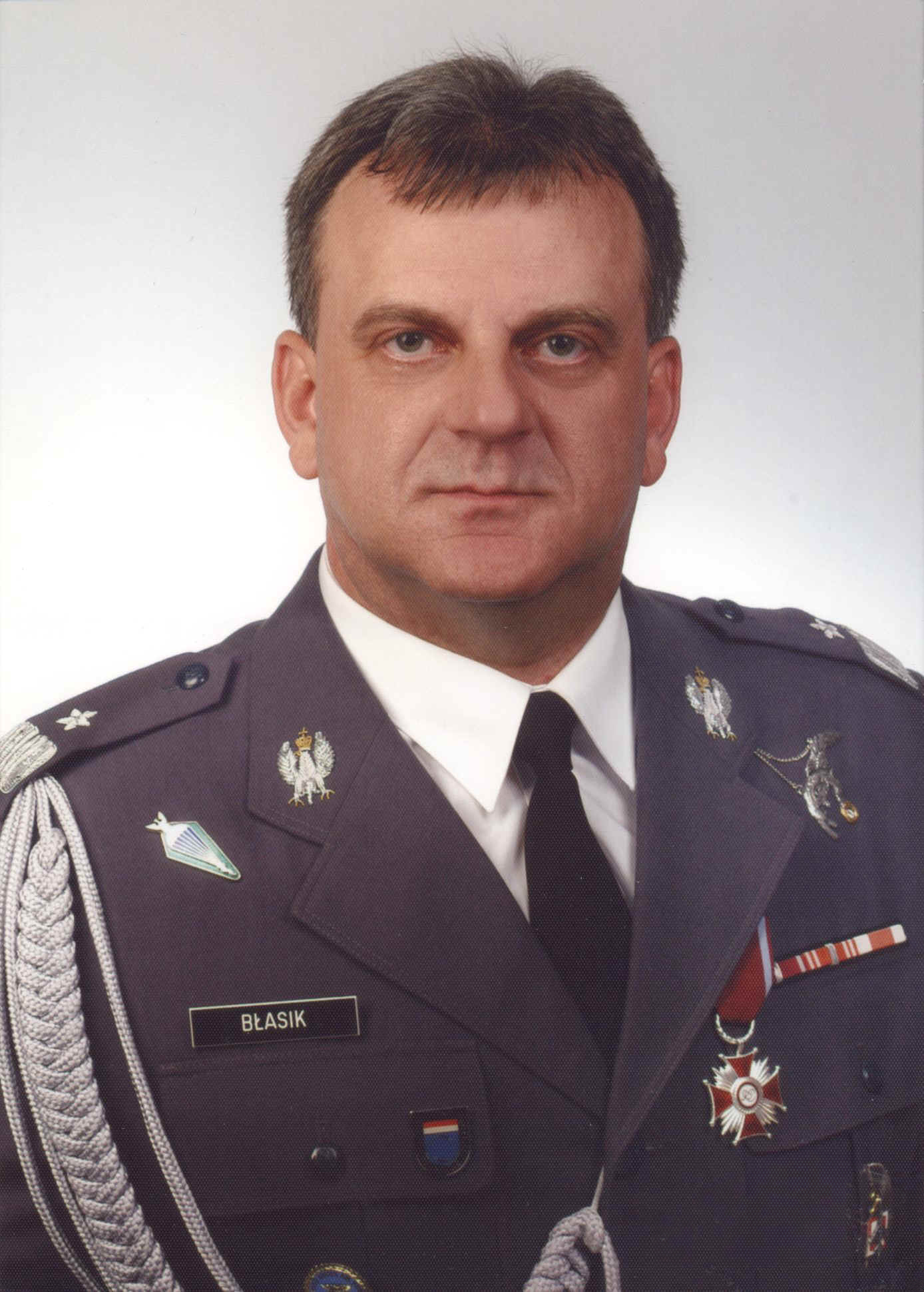
Andrzej Błasik

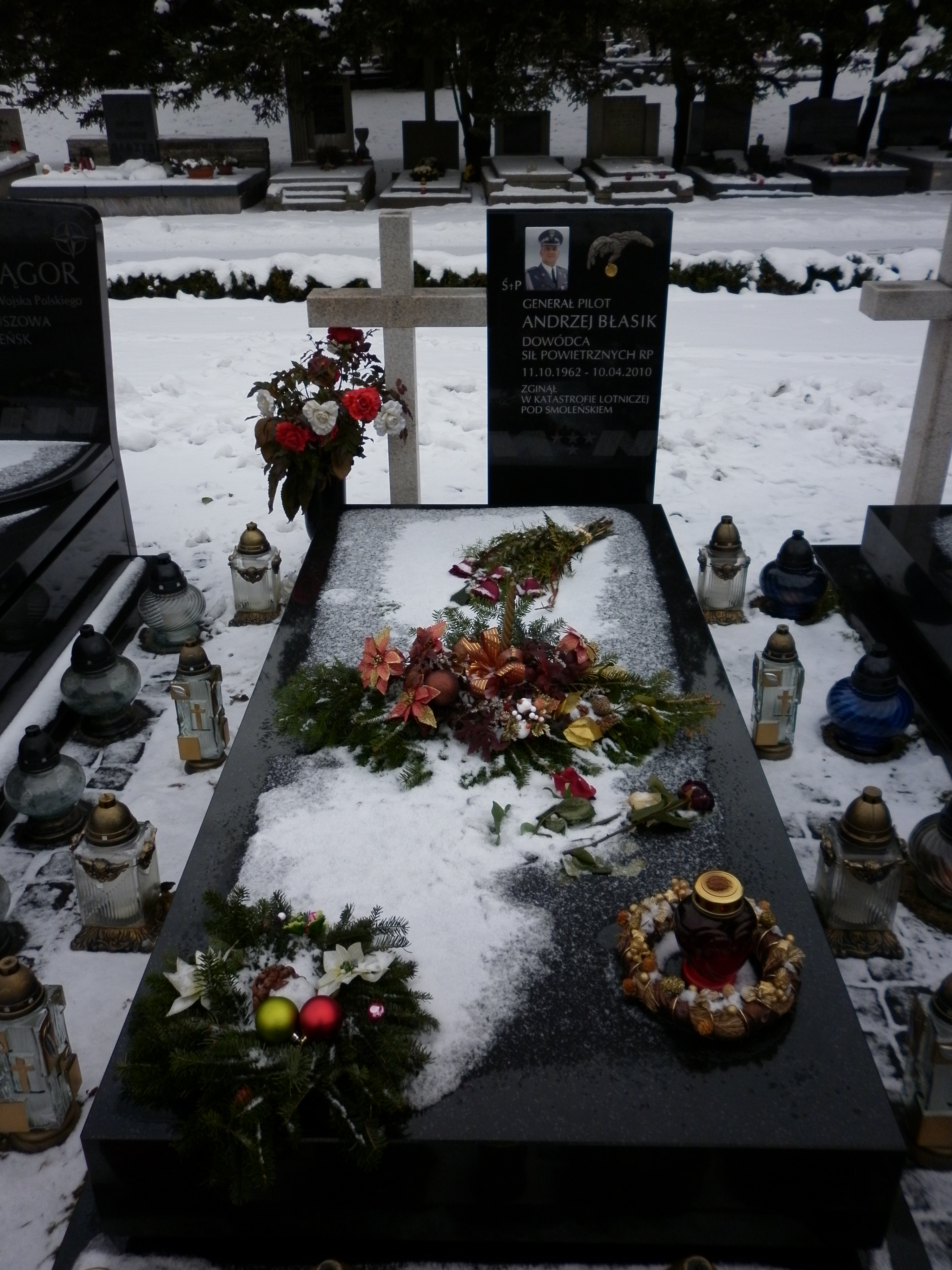
Andrzej Błasik tumba (en la actualidad)

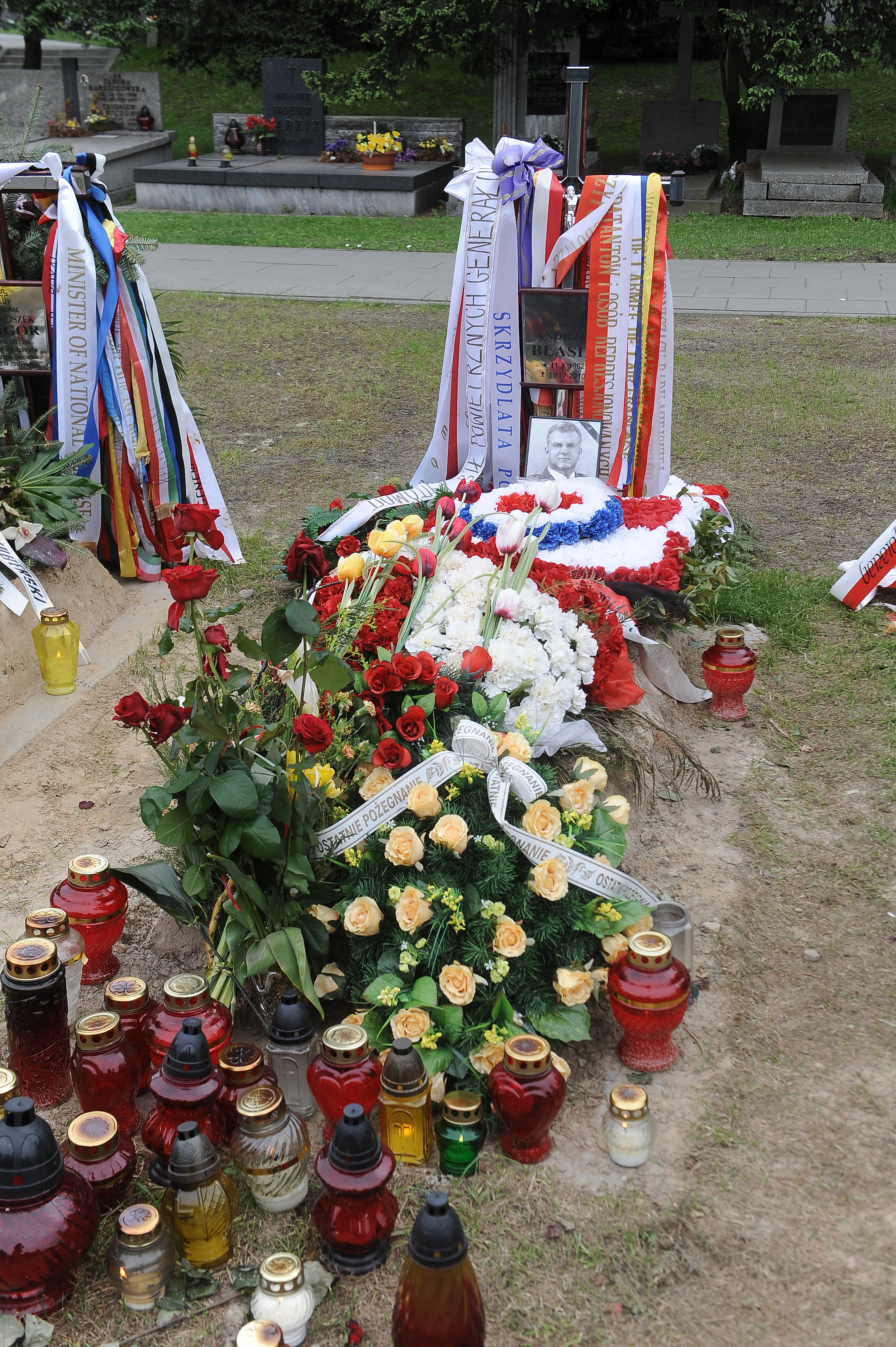
Andrzej Błasik tumba en Powązki 2010

Andrzej Eugeniusz Błasik (11 de octubre de 1962 - 10 de abril de 2010) fue un teniente general en las Fuerzas Armadas polacas y un comandante de la Fuerza Aérea de Polonia. Błasik nació en Poddębice, República Popular de Polonia. Murió en el accidente Tu-154 cerca de Smolensk, Rusia.

## Estudios
Durante 1977 a 1981 Błasik fue educado en Aviation High School en la Escuela de Oficiales Universitarios de Aviación en Dęblin. Posteriormente se unió a la 'Escuela de Aguiluchos', ganando en 1985 el grado militar de teniente segundo en el grupo de pilotos de la aviación del Cuerpo de pasajeros.
En el período de 1993 a 1995 estudió en la Universidad de Defensa Nacional en Varsovia, después de completar el diploma, se convirtió en oficial de certificación. También se graduó de la Academia de Defensa Países Bajos en La Haya en 1998 y en la Escuela de Guerra Aérea en Montgomery, Alabama, Estados Unidos (2005).

## Servicios militares
En el primer grado - de piloto - fue enviado a 8.º Regimiento Cazabombardero en Mirosławiec. En 1987 fue trasladado a la 40.º Regimiento Cazabombardero en Świdwin, donde fue un piloto de alto nivel, comandante de un funcionario clave de la escuadra de navegación, comandante de escuadrón y comandante en jefe de la escuadra. Desde 1995, se desempeñó en el Comando de la Fuerza Aérea Szefostwie y Defensa Aérea en Varsovia. Fue jefe inspector ede tareas de la División de Navegación, Inspector Principal del Departamento de Formación y especialista en jefe de la Rama de Operaciones.
En 2001 fue nombrado Jefe de Entrenamiento de la 2.º Brigada Aérea Táctica de Posnania, y en 2002 se convirtió en comandante de la 31.ª Base Aérea en Posnania. Ordenó en una unidad militar en 2003, recibió la "Marca de Honor de las Fuerzas Armadas polacas" para la protección de las maniobras internacionales en "La OTAN Air Meet 2003". Desde el año 2004, fue jefe de la División de Aplicaciones de Combate del Cuartel General de la Fuerza Aérea, mientras que en 2005-2007 estuvo al mando de la 2 º Brigada Aérea Táctica. El 15 de agosto de 2005 fue ascendido a general de brigada. Después de un corto período de tiempo, se desempeñó como comandante rector de la Escuela de Oficiales de la Fuerza Aérea. El 19 de abril de 2007 fue nombrado comandante de la Fuerza Aérea y fue ascendido a General de División.
El 15 de agosto de 2007 fue ascendido al grado de Teniente General.
Como piloto tenía 1300 horas de tiempo de vuelo total. Como instructor tenía el poder para entrenar en todas las condiciones meteorológicas en los aviones Su-22 y PZL TS-11 Iskra. También pilotó el Lim-6.

## Muerte
Błasik murió en un accidente de avión cerca de Smolensk, en el que el presidente de Polonia, Lech Kaczynski, también murió.

## Vida personal
Błasik estaba casado. Tenía dos hijos.

## Premios
- Cruz de Comendador de la Orden Polonia Restituta – 2010, post mortem
- Cruz de Plata al Mérito (2006)
- Cruz de Bronce al Mérito (1998)
- Medalla de Plata de las Fuerzas Armadas en el servicio para el País
- Medalla de Bronce de las Fuerzas Armadas en el servicio para el País
- Medalla de Oro al Mérito de la Defensa del País
- Legión al Mérito Comandante - 2009, "por sus logros sobresalientes como el líder de la Fuerza Aérea de Polonia".[6]
- Gran Oficial de la Orden del Mérito (2008, Portugal)